# Émeraude de Bais
Émeraude de Bais född 9 november 2014, är en fransk varmblodig travhäst som tränas av Benjamin Goetz och körs av Franck Nivard.
Hon började tävla i november 2016 och inledde med en sjundeplats och tog sin första seger i fjortonde starten. Hon har hittills sprungit in 828 760 euro på 100 starter, varav 19 segrar och 10 andraplatser samt 9 tredjeplatser. Den hittills största segern är tagen i Prix du Plateau de Gravelle (2023) och Grand Prix du Departement des Alpes-Maritimes (2024).
Hon har även segrat i Prix de Strasbourg (2022), Prix du Forez (2023), Prix Villes et Metiers d'Arts (2023), Prix du Bois de Vincennes (2024) och hon har även kommit på andraplats i Grand Critérium de Vitesse (2023, 2024), Prix de Bourgogne (2024) och kommit på tredjeplats i Prix Bertrand Deloison (2023) och Prix Alexandre Roucayrol (2023).

## Karriär

### Försäljning
Hon köptes av Franck Nivard mfl. på auktion 2019 för enbart 22 000 euro, en affär som visats sig vara lyckosam då hon sprungit in över 750 000 euro efter köpet.

## Statistik
| Statistik för Émeraude de Bais (Ref.) | Statistik för Émeraude de Bais (Ref.) | Statistik för Émeraude de Bais (Ref.) | Statistik för Émeraude de Bais (Ref.) | Statistik för Émeraude de Bais (Ref.) | Statistik för Émeraude de Bais (Ref.) |
| ------------------------------------- | ------------------------------------- | ------------------------------------- | ------------------------------------- | ------------------------------------- | ------------------------------------- |
| Starter                               | Placeringar                           | Startprissumma                        | Segerprocent                          | Platsprocent                          | Rekord                                |
| 100                                   | 19-10-9                               | 828 760 euro                          | 19 %                                  | 38 %                                  | 1.08,3ak,                             |

### Större segrar
| År   | Lopp                          | Kusk          | Vinstbelopp | Grupp   |
| ---- | ----------------------------- | ------------- | ----------- | ------- |
| 2023 | Prix du Forez                 | Franck Nivard | 40 500 EUR  | Grupp 3 |
| 2023 | Prix du Plateau de Gravelle   | Franck Nivard | 40 500 EUR  | Grupp 3 |
| 2023 | Prix Villes et Metiers d'Arts | Franck Nivard | 31 050 EUR  | Grupp 3 |
| 2024 | Prix du Bois de Vincennes     | Franck Nivard | 40 500 EUR  | Grupp 3 |